# United Nations Centre for Trade Facilitation and Electronic Business
L'United Nations Centre for Trade Facilitation and Electronic Business, (UN/CEFACT) ha la missione di migliorare la qualità delle organizzazioni di affari, di commercio e amministrative, nelle economie sviluppate, in via di sviluppo e di transizione, per scambiare efficacemente prodotti e i relativi servizi, e quindi per contribuire alla crescita del commercio globale. Questo Centro è una sussidiaria dell'organizzazione europea UNECE (United Nations Economic Commission for Europe).
Questo Centro include la partecipazione degli Stati membri delle Nazioni Unite, delle agenzie intergovernative, associazioni riconosciute dal Consiglio economico e sociale delle Nazioni Unite (ECOSOC) ma anche del settore privato, da cui buona parte della parte tecnica dell'UN/CEFACT ha origine.
L'UN/CEFACT facilita anche lo sviluppo di standard nell'e-business, semplificando i flussi dati e riducendo la burocrazia.
Le produzioni del lavoro dell'UN/CEFACT includono ebXML, l'UMM (UN/CEFACT's Modeling Methodology) e l'UN/EDIFACT.
Un caposaldo dell'UN/CEFACT è il CCTS (Core Component Technical Specification).

## Facilitazione del commercio e e-business
L'UN/CEFACT si concentra su due aree principali di attività volte a migliorare l'efficienza e la razionalizzazione dei processi commerciali internazionali, ovvero la facilitazione del commercio e le transazioni di e-business.
La facilitazione degli scambi comporta la semplificazione delle procedure commerciali (o l'eliminazione di quelle non necessarie). Ciò include il lavoro per standardizzare e armonizzare le informazioni di base utilizzate nei documenti commerciali, per facilitare lo scambio di informazioni tra le parti attraverso l'uso di tecnologie dell'informazione e della comunicazione appropriate e per promuovere sistemi di pagamento semplificati per migliorare la trasparenza, la responsabilità e l'efficacia dei costi.
Le transazioni commerciali elettroniche nel contesto di UN/CEFACT mirano ad armonizzare, standardizzare e automatizzare lo scambio di informazioni che controllano il movimento delle merci attraverso la catena di fornitura internazionale.
UN/CEFACT adotta un approccio integrato alle transazioni commerciali per facilitare il commercio e le relative transazioni commerciali elettroniche, coprendo tutti i processi dall'inserimento iniziale dell'ordine al pagamento finale. Ciò è illustrato al meglio dal modello di catena di approvvigionamento internazionale Buy-Ship-Pay di UN/CEFACT, che costituisce la base del suo lavoro.

## Vantaggi
I governi, i commercianti e i consumatori traggono tutti vantaggio da procedure commerciali più semplici ed efficienti in termini di costi. Il lavoro dell'UN/CEFACT è particolarmente importante per i Paesi in via di sviluppo, dove affrontare gli svantaggi legati al commercio è molto più vantaggioso che ridurre o eliminare le barriere tariffarie al commercio. Inoltre, il lavoro dell'UN/CEFACT è particolarmente utile per i Paesi senza sbocco sul mare e per quelli lontani dai principali mercati. Questi Paesi devono affrontare sfide e vincoli dovuti a procedure complesse e inefficienti, tra cui la creazione di molti costi aggiuntivi per portare le merci sul mercato.